# Giuliana Chenal-Minuzzo
Giuliana Chenal-Minuzzo, született Giuliana Minuzzo (Vallonara, 1931. november 26. – Aosta, 2020. november 11.) olimpiai bronzérmes olasz alpesisíző.

## Pályafutása
Három olimpián vett részt. Az 1952-es oslói olimpián három versenyszámban indult és lesiklásban bronzérmet szerzett. Az 1956-os Cortina d'Ampezzo-i olimpián a sportolók nevében ő mondhatta el az olimpiai esküt, így ő lett az első nő, aki ezt megtehette. Három versenyszámban indult, de olimpiai érmet nem szerzett, kétszer lett negyedik helyezett. Bronzérmet szerzett összetett versenyben, ami világbajnok eredménynek számított. Az 1960-os Squaw Valley-i olimpián két versenyszámban indult és óriás-műlesiklás bronzérmes lett.
Visszavonulása után sportüzletet nyitott Cerviniában, amelyet 2011-ben zárt be. Ötven évvel a Cortina d'Ampezzo-i játékok után a 2006-os torinói olimpián is részt vett az olimpiai eskü szertartásában. Az esküt Giorgio Rocca alpesisíző mondta el, miközben Minuzzo az olimpiai zászlót tartotta.

## Sikerei, díjai
- Olimpiai játékok
  - bronzérmes (2): 1952, Oslo (női lesiklás)

1960, Squaw Valley (női óriás-műlesiklás))
- Világbajnokság
  - bronzérmes: 1956, Cortina d'Ampezzo (összetett)